# Уаджі
Уаджі (Джет, Зет, Уадж, ймовірно, за Манефоном — Уенефес, він же Атотіс III) — третій єгипетський фараон I династії Раннього царства, який правив близько 2980–2920 років до н. е. Ім'я Уаджі походить від імені богині-змії Уаджет, покровительки Верхнього Єгипту й означає «змій».

## Життєпис
Хоча про правління Джета відомо дуже мало (як і про всіх правителів Тініськой епохи), але він відомий завдяки стелі, знайденій в його гробниці. Стела містить ім'я фараона в образі Гора і є доказом високого рівня розвитку давньоєгипетського мистецтва на самому початку династичної епохи.
Про правління Уаджі мало відомо, хоча його ім'я знайдене викарбуваним на скелі навіть глибоко в пустелі між Нілом і Червоним морем. Під час його поховання було принесено в жертву 174 осіб. Чудовий надгробок цього царя, де його «горове ім'я» надписано з дивною витонченістю і вишуканістю, що свідчить про розвиток образотворчого мистецтва.